# Brandin Echols
Brandin Echols (Memphis, 16 ottobre 1997) è un giocatore di football americano statunitense che milita nel ruolo di cornerback per i New York Jets della National Football League (NFL).

## Carriera

### New York Jets
Echols fu scelto dai New York Jets nel corso del sesto giro (200º assoluto) del Draft NFL 2021. Per l'inizio della stagione regolare fu nominato cornerback titolare. Iniziò come partente le prime nove partite prima di infortunarsi alla coscia nella settimana 10. Il 16 novembre 2021 fu inserito in lista infortunati. Tornò nel roster attivo l'11 dicembre. Nel 15º turno fece registrare il suo primo intercetto e tre passaggi deviati nella sconfitta contro i Miami Dolphins, venendo premiato come rookie della settimana.

## Palmarès
- Rookie della settimana: 1

15ª del 2021